# Dactylorhiza sivasiana
Dactylorhiza sivasiana är en orkidéart som beskrevs av Eugen Baumann, Siegfried Künkele, Jany Renz och Gerd Taubenheim. Dactylorhiza sivasiana ingår i Handnyckelsläktet som ingår i familjen orkidéer.
Artens utbredningsområde är Turkiet. Inga underarter finns listade i Catalogue of Life.